# Decaisnina micranthes
Decaisnina micranthes är en tvåhjärtbladig växtart som först beskrevs av Dans., och fick sitt nu gällande namn av Bryan Alwyn Barlow. Decaisnina micranthes ingår i släktet Decaisnina och familjen Loranthaceae. Inga underarter finns listade i Catalogue of Life.